# California Street Cable Railroad
Die California Street Cable Railroad Company war ein Betreiber von Kabelstraßenbahnstrecken in San Francisco. Sie existierte von 1874 bis 1951 und wurde von der San Francisco Municipal Railway, dem kommunalen Verkehrsbetrieb der Stadt, übernommen. Einige der Strecken sind noch heute in Betrieb.

## Geschichte

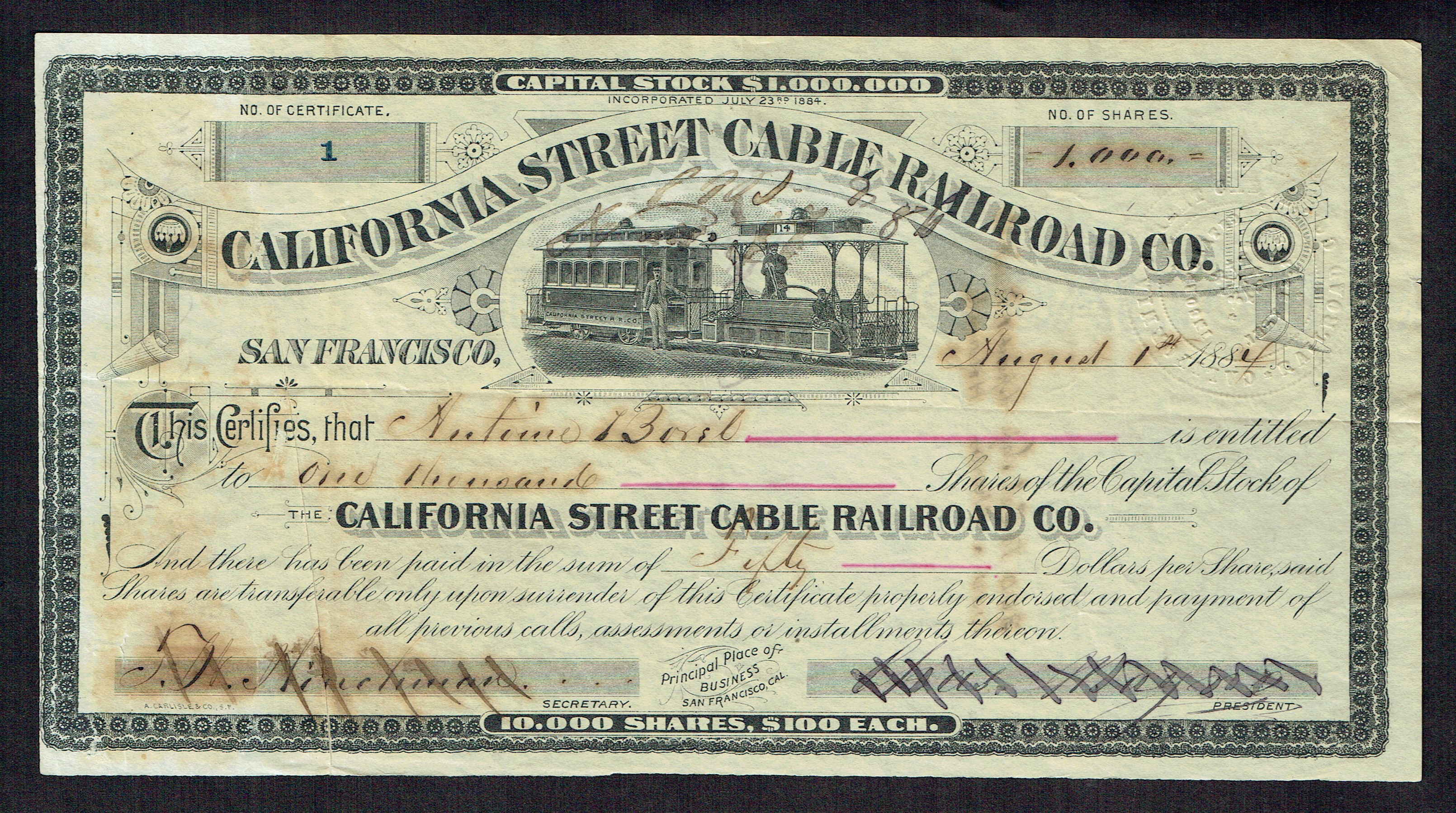
Aktie der California Street Cable Railroad Co. vom 1. August 1884, ausgestellt auf Antoine Borel

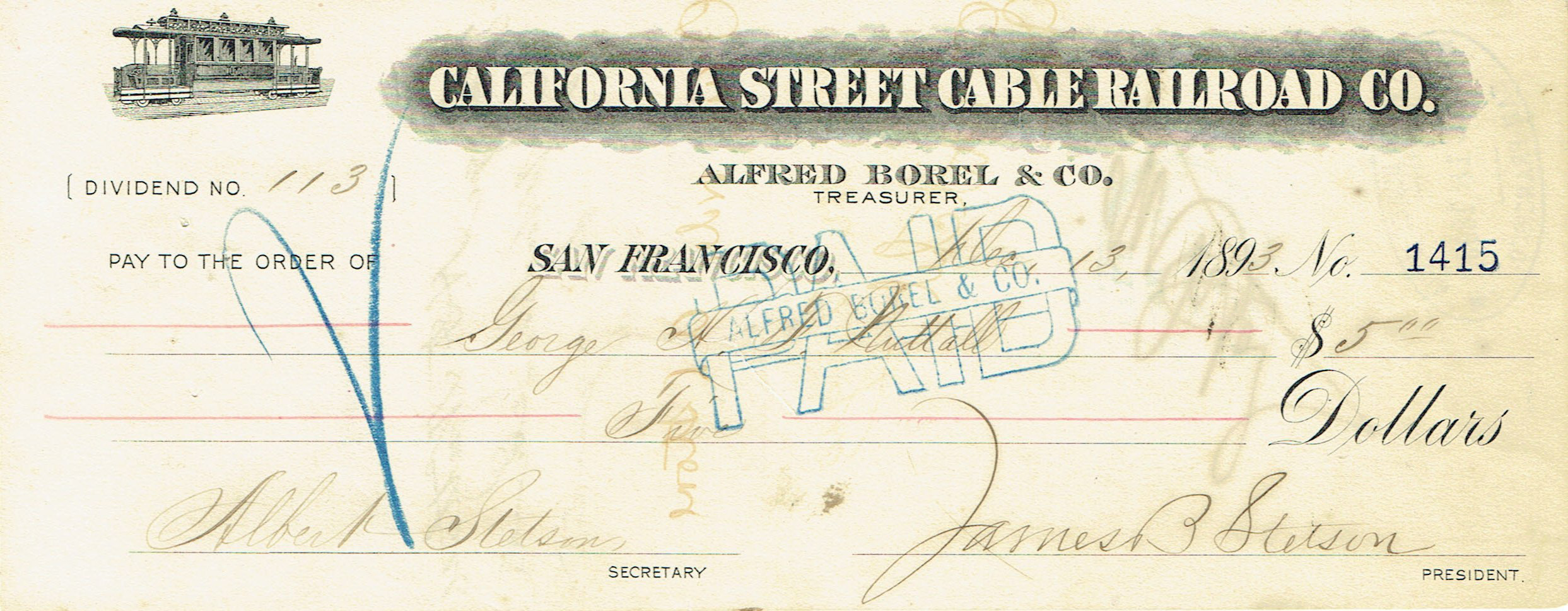
Dividendenscheck der California Street Cable Railroad Co. von 1893

Nach dem Erfolg der ersten Cable-Car-Strecke entlang der Clay Street gründete der Unternehmer Leland Stanford 1874 die California Street Cable Railroad Company. Er wollte eine Strecke vom Stadtzentrum über den Nob Hill bis in den Stadtteil Western Extension bauen. Am 5. Juli 1877 begannen die Bauarbeiten und der erste Streckenabschnitt von der Sacramento St/Kearny St durch die Sacramento und California Street bis zur Kreuzung Fillmore Street ging am 10. April 1878 in Betrieb. Die Fahrzeit für die 1,7 Meilen (ca. 2,7 km) betrug anfangs 19 Minuten. Die Linie führt seither die offizielle Bezeichnung „California Street Cable“. Der Betriebshof und die Antriebsstation der Bahn befand sich östlich der Larkin Street, zwischen California und Pine Street. Die Strecke hatte zwei Kabel, die jeweils vom Betriebshof zu den beiden Endpunkten führten. Die Spurweite der Gleise betrug dreieinhalb Fuß (Kapspur, 1067 mm).
Am 30. Mai 1879 ging eine Verlängerung von der Fillmore Street bis zur Central Avenue (heute Presidio Avenue) in Betrieb, die zunächst auf Holzplanken gebaut worden war, um Kosten zu sparen. Der Oberbau erwies sich als ungeeignet und schon 1884 wurde er durch normale Gleisanlagen ersetzt. Ebenfalls 1884 erwarb Antoine Borel, ein Schweizer, die Aktienmehrheit. Er trieb ein Erweiterungsprojekt voran. 1890 wurde die Strecke am stadtseitigen Ende durch die Sacramento Street bis zur Market Street verlängert. Eine zweite Linie mit der Bezeichnung „O’Farrell-Jones-Hyde Cable“ ging am 9. Februar 1891 in Betrieb. Sie führte von der O’Farrell Street/Market Street durch die O’Farrell, Jones, Pine und Hyde Street bis zur Hyde Street/Beach Street. Auch für diese Linie waren zwei Kabel nötig, die jeweils am Betriebshof endeten. Die beiden Linien kreuzten sich an der California St/Hyde St. Eine dritte Linie führte unter der Bezeichnung „Jones Street Shuttle“ als Pendellinie von der Jones Street/Market Street bis zur Jones Street/O’Farrell Street und diente zur Anbindung des Tenderloin-Distrikts. Das Kabel unter der Jones Street führte aus dem Betriebshof heraus bis zur Jones/Market Street, wurde dort umgelenkt, bog an der O’Farrell Street in diese ab, wurde an der dortigen Endstelle wiederum umgelenkt und führte unter der O’Farrell und Jones Street zum Betriebshof zurück.
Die O’Farrell-Jones-Hyde-Linie kreuzte auf ihrem Weg zehn andere Kabelstraßenbahnstrecken. Da sie die letzte gebaute Strecke war, lief das Kabel jeweils unter den Kabeln der anderen Gesellschaften hindurch, sodass die Wagen an jeder dieser Kreuzungen ausklinken, durch den eigenen Schwung über die Kreuzung rollen und jenseits wieder einklinken mussten. An der Kreuzung California Street wurde jedoch das ältere Kabel der Bahn nach unten verlegt, sodass hier für die neue Linie kein Ausklinken nötig war. Dies war jedoch auch am Betriebshof und an der Kreuzung Jones/O’Farrell nötig. Insgesamt mussten bei einer Fahrt von der O’Farrell Street zur Hyde Street und zurück 22-mal die Wagen ausgeklinkt werden. Durch die Stilllegung vieler der querenden Strecken reduzierte sich die Zahl Anfang des 20. Jahrhunderts jedoch drastisch.
Die größte Steigung des Netzes befand sich mit 20,67 % in der Hyde Street, aber auch in der California Street gab es solche bis 18,2 %. Beide Strecken konnten daher nicht durch elektrische Straßenbahnen ersetzt werden, was vor allem nach dem Erdbeben von San Francisco am 18. April 1906 das Schicksal vieler Kabelstraßenbahnstrecken war. Bei diesem Erdbeben wurden die Strecken und der Betriebshof total zerstört. Im August 1906 konnte ein Notbetrieb wieder aufgenommen werden, jedoch waren die Reparaturen vor allem am Betriebshof erst 1908 abgeschlossen.
Die Stadt bemühte sich mehrfach um den Kauf der Bahngesellschaft. 1929 lief die Konzession aus, aber die Gesellschaft verkaufte ihren Betrieb nicht, sondern erhielt eine Verlängerung der Konzession für weitere 25 Jahre. Die Bahnen blieben auch über den Zweiten Weltkrieg hinaus in Betrieb und die Gesellschaft eigenständig. 1949 kam ein Fahrgast ums Leben, als ein LKW rückwärts in eine Straßenbahn rollte. Der Gerichtsprozess endete damit, dass die Bahngesellschaft schuldig gesprochen wurde und den Angehörigen Schadenersatz zahlen musste. Daraufhin kündigte das Versicherungsunternehmen Lloyd’s die Versicherung für die Bahn und am 31. Juli 1951 stellte die California Street Cable Railroad Company den Betrieb auf ihren Strecken ein, da sie eine neue Versicherung nicht bezahlen konnte. Die Gesellschaft wurde daraufhin aufgelöst. Die Stadt kaufte die Bahnanlage auf und die San Francisco Municipal Railway, der kommunale Verkehrsbetrieb der Stadt, nahm am 13. Januar 1952 den Betrieb auf den drei Linien wieder auf. Sie legte am 15. Mai 1954 die O’Farrell-Jones-Hyde-Linie einschließlich des Jones Street Shuttle still und verkürzte die Linie auf der California Street bis zur Van Ness Avenue. 1957 wurde ein Teil der Linie in der Hyde Street als Powell & Hyde-Linie wiedereröffnet. Diese ist wie auch die restliche California-Street-Linie noch heute in Betrieb und gehört zu den Sehenswürdigkeiten der Stadt.